# IC 5142
IC 5142 ist eine Balken-Spiralgalaxie vom Hubble-Typ SBc im Sternbild Indianer am Südsternhimmel, welche etwa 235 Millionen Lichtjahre von der Milchstraße entfernt ist. 
Das Objekt wurde am 22. August 1900 von dem Astronomen DeLisle Stewart entdeckt.